# Jan Rdzanek
Jan Rdzanek – kapelan ludowego Wojska Polskiego, uczestnik II wojny światowej, m.in.: bitwy budziszyńskiej.

## Życiorys
Do wyzwolenia pracował jako kapelan Szpitala Powiatowego w Otwocku. Po rozmowie z księdzem kpt. Tadeuszem Federowiczem postanowił wstąpić do ludowego Wojska Polskiego. W lubelskim Duszpasterstwie Wojskowym otrzymał przydział do 9 Dywizji Piechoty.
W jednostce utrzymywał dobre relacje zarówno z dowództwem (m.in. płk Aleksandrem Łaskim – dowódcą dywizji i kpt. Gutakerem – szefem Wydziału Polityczno-Wychowawczego), jak i zwykłymi żołnierzami. Zgodnie z rozkazami dowódcy 2 Armii gen. dyw. Karola Świerczewskiego wszyscy kapelani mieli znaleźć się na pierwszej linii frontu, by dodać otuchy żołnierzom.
Po sforsowaniu Nysy jednostki 2 Armii WP weszły do walki w Łużycach i Saksonii, gdzie znalazły się w hitlerowskim okrążeniu. W wyniku wycofania sił polskich 9 DP pozostała osamotniona w rejonie Drezna, dlatego płk Łaski podjął lekkomyślną decyzję o odwrocie bez zabezpieczenia i przed nadejściem zmierzchu. Jedna z trzech kolumn, którą tworzył szpital polowy z 300 rannymi żołnierzami, trafiła w zasadzkę zorganizowaną w miejscowości Horka po odkryciu planów przemarszu dywizji. Rannych razem z personelem medycznym wymordowano strzałem w tył głowy. W tej samej kolumnie przemieszczał się kapelan Rdzanek oraz jego kierowca Leon Tryczyński i ministrant Antoni Iwaszko. Tryczyńskiemu i Iwaszce udało się zbiec a Rdzanek trafił do niewoli. Został postrzelony w potylicę, jednak przeżył jako jedyny z jeńców.
Po odzyskaniu przytomności kpt. Rdzanek podjął próbę ucieczki z rowu, w którym dokonano egzekucji. Znaleźli go w lesie trzej żołnierze radzieccy. Po opatrzeniu wrócił do macierzystej jednostki, z którą wziął w działaniach na terenie Czechosłowacji. Później brał jeszcze udział w walkach z Ukraińską Powstańczą Armią na Podkarpaciu w 1947. Po zdemobilizowaniu pełnił jeszcze przez pewien okres funkcję kapelana pomocniczego w DOW III Poznań. Pracował w Lidze Przyjaciół Żołnierza.
Jego przyjaciółmi było wielu kapelanów m.in.: ks. ppłk Wilhelm Kubsz, ks. mjr Sąsiadek (dziekan 1 Armii WP), ks. ppłk Saturnin Żebrowski, ks. mjr Antoni Lemparty i ks. płk Franciszek Wojtyło (kapelan 9 Brygady Artylerii Przeciwpancernej).

## Ordery i Odznaczenia
- Krzyż Walecznych
- Srebrny Krzyż Zasługi
- Medal za Warszawę 1939–1945
- Medal za Odrę, Nysę, Bałtyk
- Medal Zwycięstwa i Wolności 1945
- Medal „Za zwycięstwo nad Niemcami w Wielkiej Wojnie Ojczyźnianej 1941–1945” (Związek Radziecki)

i inne.